# Várkonyi Orsolya
Várkonyi Orsolya (Budapest, 1989. január 16. –) magyar bajnok labdarúgó, csatár. Jelenleg a Újpest FC labdarúgója.

## Pályafutása

### Klubcsapatban
A Femina csapatában kezdte a labdarúgást. A 2001–02-es idény utolsó fordulójában csereként szerepelt először az élvonalban. Ekkor 13 éves volt és ezzel a mérkőzéssel a bajnokcsapat tagja lett.
2007 őszéig az MTK labdarúgója volt. A 2007–08-as idényben két mérkőzésen a kék-fehéreknél lépett pályára, majd a Viktória FC csapatához szerződött, ahol tíz alkalommal szerepelt. Ebben az idényben az MTK-val harmadik, a szombathelyi csapattal második lett a bajnokságban és kupagyőztes. A következő idényben a Viktória együttesével bajnok és kupagyőztes lett.
2009 és 2010 között másfél idényen át a másodosztályú Soproni FAC labdarúgója volt. 2011 februártól a Pécsi MFC csapatát erősítette, 2013-ban a Dorogi Diófa SE NB II-es csapatához igazolt, ahol remek évadot zárt. 100%-os teljesítménnyel előbb bajnoki címet szereztek, majd a Zalaegerszeg elleni osztályozón oda-vissza győztek, így az NB I-be jutottak. Ezen felül, a Magyar Kupa 3. helyezettjei lettek. Az új évadban ajánlatot kapott az Újpest FC csapatától, amelyet elfogadott és a 2014-es szezon óta az újpestiek játékosa. Mindjárt a 2. fordulóban volt csapata, az NB I újonca, a Dorogi Diófa ellen lépett pályára. A mérkőzés keserű emlék marad, mert egyrészt 5-1-re kikapott az Újpest, másrészt Várkonyit kiállították.

## Sikerei, díjai
- Magyar bajnokság
  - bajnok: 2001–02, 2002–03, 2004–05, 2008–09
  - 2.: 2003–04, 2005–06, 2007–08
  - 3.: 2006–07, 2007–08
  - NB II-es bajnok (2013-14)
- Magyar kupa
  - győztes: 2005, 2006, 2008, 2009
  - 3. hely (2014)